# Xian (Zhou-König)
Xian, König von Zhou (chinesisch 周顯王 / 周显王, Pinyin Zhōu Xĭan wáng; † 321 v. Chr.), Wade-Giles: Hsien, König von Chou war ein Herrscher der chinesischen Zhou-Dynastie: der dreiundzwanzigste der Östlichen Zhou-Dynastie. Sein persönlicher Name war Ji Bian (姬扁 Jī Bĭan).
Wahrscheinlich wurde zur Zeit seiner Herrschaft der Philosoph Xunzi geboren.
| Vorgänger | Amt                            | Nachfolger |
| --------- | ------------------------------ | ---------- |
| Lie       | König von Zhou 368–321 v. Chr. | Shenjing   |

| Personendaten    | Personendaten                                                                               |
| ---------------- | ------------------------------------------------------------------------------------------- |
| NAME             | Xian                                                                                        |
| KURZBESCHREIBUNG | Herrscher der chinesischen Zhou-Dynastie: der dreiundzwanzigste der Östlichen Zhou-Dynastie |
| GEBURTSDATUM     | 5. Jahrhundert v. Chr. oder 4. Jahrhundert v. Chr.                                          |
| STERBEDATUM      | 321 v. Chr.                                                                                 |